# Lista de prêmios e indicações recebidos por Pabllo Vittar
A lista de prêmios e indicações do cantor e drag queen brasileiro Pabllo Vittar consiste em 50 prêmios vencidos e 77 indicações.

## British LGBT Awards
| Ano  | Indicação | Categoria             | Resultado |
| ---- | --------- | --------------------- | --------- |
| 2019 | Ele mesmo | Influenciador Digital | Indicado  |
| 2020 | Ele mesmo | Artista Musical       | Venceu    |

## Capricho Awards
Capricho Awards é uma premiação anual de música, TV, cinema, internet, entre outros, organizada pela revista teen brasileira Capricho, com votação aberta pelo site oficial da Editora Abril. Vittar foi indicado seis vezes e venceu um prêmio.
| Ano  | Indicação                             | Categoria             | Resultado |
| ---- | ------------------------------------- | --------------------- | --------- |
| 2018 | Ele mesmo                             | Revelação Nacional    | Indicado  |
| 2018 | Ele mesmo                             | Crush Nacional        | Indicado  |
| 2018 | Ele mesmo                             | Fashionista Nacional  | Indicado  |
| 2018 | "K.O."                                | Hit Nacional          | Venceu    |
| 2018 | "Sua Cara" (com Major Lazer e Anitta) | Melhor Clipe Nacional | Indicado  |
| 2018 | "Sua Cara" (com Major Lazer e Anitta) | Melhor Hit com Anitta | Indicado  |

## Grammy Latino
Latin Grammy Awards (também chamado de Grammy Latino) é uma premiação de música latina, criada em 2000 pela Academia Latina da Gravação para as melhores produções da indústria fonográfica latino-americana de determinado ano. Trata-se de uma versão latino-americana do Grammy Awards. Vittar foi indicado a um prêmio.
| Ano  | Indicação                             | Categoria                         | Resultado |
| ---- | ------------------------------------- | --------------------------------- | --------- |
| 2018 | "Sua Cara" (com Major Lazer e Anitta) | Melhor Fusão/Interpretação Urbana | Indicado  |

## Golden Panther Music Awards
| Ano  | Indicação | Categoria                 | Resultado |
| ---- | --------- | ------------------------- | --------- |
| 2019 | Ele mesmo | Melhor Artista Brasileiro | Venceu    |

## Gay Times Honours
Premiação promovida pela publicação LGBTQ Gay Times com o intuito de reconhecer "quem se destacou e trouxe impacto à comunidade".
| Ano  | Indicação | Categoria       | Resultado |
| ---- | --------- | --------------- | --------- |
| 2019 | Ele mesmo | Drag Hero Award | Venceu    |

## GLAAD Media Awards
| Ano  | Indicação | Categoria       | Resultado |
| ---- | --------- | --------------- | --------- |
| 2021 | 111       | Artista Musical | Indicado  |

## Latin American Music Awards
| Ano  | Indicação | Categoria                 | Resultado |
| ---- | --------- | ------------------------- | --------- |
| 2022 | Ele mesmo | Social Artist of the Year | Venceu    |

## Latin Music Italian Awards
| Ano  | Indicação      | Categoria                        | Resultado |
| ---- | -------------- | -------------------------------- | --------- |
| 2017 | Ele mesmo      | Melhor Artista Brasileiro do Ano | Indicado  |
| 2018 | Ele mesmo      | Melhor Artista Brasileiro do Ano | Indicado  |
| 2018 | "Problema Seu" | Melhor Canção Brasileira do Ano  | Indicado  |
| 2020 | "Tímida"       | Melhor Coreografia Latina        | Venceu    |
| 2020 | Ele Mesmo      | Melhor Look                      | Venceu    |
| 2020 | Ele Mesmo      | Melhor Artista Brasileiro        | Venceu    |
| 2020 | "Amor de Que"  | Melhor Música Brasileira         | Venceu    |

## Melhores do Ano
O Melhores do Ano Troféu Domingão, ou apenas Melhores do Ano, é uma premiação realizada anualmente pelo programa de televisão brasileiro Domingão do Faustão, da emissora Rede Globo, em que o público vota entre três artistas que brilharam e fizeram sucesso durante o ano na Rede Globo e na música. Vittar venceu um prêmio.
| Ano  | Indicação | Categoria     | Resultado |
| ---- | --------- | ------------- | --------- |
| 2017 | "K.O."    | Música do Ano | Venceu    |

## Melhores do Ano (Mix Rio FM)
| Ano  | Indicação     | Categoria       | Resultado |
| ---- | ------------- | --------------- | --------- |
| 2019 | Pabllo Vittar | Melhor Cantora  | Venceu    |
| 2019 | Problema Seu" | Melhor Clipe    | Venceu    |
| 2019 | Problema Seu" | Melhor Música   | Venceu    |
| 2019 | Problema Seu" | Música Chiclete | Venceu    |
| 2019 | "Caliente"    | Melhor Feat     | Venceu    |

## Meus Prêmios Nick
Meus Prêmios Nick (abreviação: MPN) é a versão brasileira do Kids' Choice Awards (abreviação KCA), o maior prêmio infantil da TV mundial, e já se consagrou como o maior evento do tipo no país. Vittar foi indicado a um prêmio.
| Ano  | Indicação     | Categoria                | Resultado |
| ---- | ------------- | ------------------------ | --------- |
| 2018 | Pabllo Vittar | Artista Musical Favorito | Indicado  |
| 2019 | Pabllo Vittar | Style do Ano             | Indicado  |
| 2019 | Pabllo Vittar | Artista Musical Favorito | Indicado  |
| 2020 | Pabllo Vittar | Artista Musical Favorito | Indicado  |

## MTV Awards

### MTV Millennial Awards Brasil
O MTV Millennial Awards Brasil (MIAW) é a versão brasileira do MTV Millennial Awards, premiação mexicana cuja primeira cerimônia foi realizada em 2013. Vittar foi indicado a seis categorias em 2018 e foi vencedor de um prêmio em 2019, um em 2020 e quatro em 2021, totalizando seis vitórias na premiação.
| Ano  | Indicação                                       | Categoria           | Resultado |
| ---- | ----------------------------------------------- | ------------------- | --------- |
| 2018 | Pabllo Vittar                                   | Ícone MIAW          | Indicado  |
| 2018 | Pabllo Vittar                                   | Artista Musical     | Indicado  |
| 2018 | Vittarlovers                                    | Fandom do Ano       | Indicado  |
| 2018 | "Joga Bunda" (com Aretuza Lovi e Gloria Groove) | Feat do Ano         | Indicado  |
| 2018 | Pabllo Vittar                                   | Selfie do Ano       | Indicado  |
| 2018 | Pabllo Vittar                                   | Insta BR            | Indicado  |
| 2019 | Pabllo Vittar                                   | Artista Musical     | Venceu    |
| 2019 | "Seu Crime"                                     | Clipe do Ano        | Indicado  |
| 2019 | Vittarlovers                                    | Fandom do Ano       | Indicado  |
| 2020 | Pabllo Vittar                                   | Ícone MIAW          | Indicado  |
| 2020 | Pabllo Vittar                                   | Artista Musical     | Indicado  |
| 2020 | "Amor de Que"                                   | Hino do Ano         | Venceu    |
| 2020 | "Amor de Que"                                   | Clipão da P#rr@     | Indicado  |
| 2021 | Pabllo Vittar                                   | Artista Musical     | Venceu    |
| 2021 | Pabllo Vittar                                   | Hitmaker Absurdo    | Venceu    |
| 2021 | "Modo Turbo" (Com Anitta e Luísa Sonza)         | Feat. Nacional      | Indicado  |
| 2021 | "Bandida" (Com Pocah)                           | Feat. Nacional      | Indicado  |
| 2021 | Batidão Tropical                                | Álbum ou EP do Ano  | Venceu    |
| 2021 | "Modo Turbo" (Com Anitta e Luísa Sonza)         | Hino do Ano         | Indicado  |
| 2021 | "Bandida" (Com Pocah)                           | Hino do Ano         | Indicado  |
| 2021 | "Modo Turbo" (Com Anitta e Luísa Sonza)         | Clipão da P#rr@     | Indicado  |
| 2021 | "Bandida" (Com Pocah)                           | Coreô Envolvente    | Venceu    |
| 2022 | Pabllo Vittar                                   | Ícone Miaw          | Indicado  |
| 2022 | Pabllo Vittar                                   | From Brazil!        | Indicado  |
| 2022 | Trago Seu Amor de Volta (Com Dilsinho)          | Feat. Nacional      | Indicado  |
| 2022 | Trago Seu Amor de Volta (Com Dilsinho)          | Hino de Karaokê     | Indicado  |
| 2022 | Vittarlovers                                    | Fandom Real Oficial | Indicado  |

### MTV Europe Music Awards
MTV Europe Music Awards (EMA) é uma premiação de música que ocorre anualmente desde 1994. O prêmio é organizado pela MTV Europa e tem como intuito celebrar os artistas, músicas e videoclipes mais populares na Europa. Originalmente, começou como uma alternativa ao MTV Video Music Awards (VMA), criado em 1984. Vittar foi indicado a três prêmios e venceu dois.
| Ano  | Indicação | Categoria                 | Resultado | Ref.          |
| ---- | --------- | ------------------------- | --------- | ------------- |
| 2018 | Ele mesmo | Melhor Artista Brasileiro | Indicado  | [ 20 ]        |
| 2019 | Ele mesmo | Melhor Artista Brasileiro | Venceu    | [ 21 ]        |
| 2020 | Ele mesmo | Melhor Artista Brasileiro | Venceu    | [ 22 ] [ 23 ] |
| 2021 | Ele mesmo | Melhor Artista Brasileiro | Pendente  | [ 24 ]        |
| 2024 | Ele mesmo | Melhor Artista Brasileiro | Venceu    |               |

## Out100
| Ano  | Indicação     | Categoria                | Resultado |
| ---- | ------------- | ------------------------ | --------- |
| 2019 | Pabllo Vittar | Entertainers of the Year | Venceu    |

## Prêmio Jovem Brasileiro
O Prêmio Jovem Brasileiro é uma importante premiação brasileira, criada em 2002, que homenageia os jovens que estão em destaque na música, televisão, cinema, esportes, meio ambiente e internet brasileira. Vittar foi indicado quatro vezes.
| Ano  | Indicação                             | Categoria             | Resultado |
| ---- | ------------------------------------- | --------------------- | --------- |
| 2017 | Vai Passar Mal Tour                   | Melhor Show           | Indicado  |
| 2018 | "Corpo Sensual" (com Mateus Carrilho) | Hit do Ano            | Indicado  |
| 2019 | Pabllo Vittar                         | Melhor Cantora        | Indicado  |
| 2019 | "Caliente" (com Lali)                 | Hit Latino            | Indicado  |
| 2020 | Pabllo Vittar                         | Jovem com mais estilo | Venceu    |
| 2020 | "Amor de Que"                         | Hit do Ano            | Venceu    |

## Prêmio Multishow de Música Brasileira
O Prêmio Multishow de Música Brasileira (PMMB) é a maior premiação musical brasileira, realizada anualmente pelo canal fechado Multishow, cuja primeira edição ocorreu em 1994 com o intuito de premiar os melhores do ano da música brasileira através de votação da sua audiência e (a partir de 2011) de um júri especializado, composto por jornalistas e técnicos da indústria fonográfica. Vittar foi indicado três vezes e venceu um prêmio.
| Ano  | Indicação                                | Categoria             | Resultado |
| ---- | ---------------------------------------- | --------------------- | --------- |
| 2017 | Ele mesmo                                | Fiat Argo Experimente | Venceu    |
| 2017 | "K.O."                                   | Melhor Clipe TVZ      | Indicado  |
| 2018 | "Indestrutível"                          | Melhor Clipe TVZ      | Indicado  |
| 2019 | "Garupa"                                 | Melhor Clipe TVZ      | Indicado  |
| 2019 | "AmarElo"                                | Música do Ano         | Indicado  |
| 2020 | "Amor de Que"                            | Canção do Ano         | Indicado  |
| 2021 | Ele mesmo                                | Performance do Ano    | Indicado  |
| 2021 | "Modo Turbo"                             | Melhor Clipe TVZ      | Indicado  |
| 2021 | Batidão Tropical                         | Gravação do Ano       | Venceu    |
| 2023 | "Ameianoite"                             | Pop do Ano            | Indicado  |
| 2024 | "São Amores"                             | Hit do Ano            | Indicado  |
| 2024 | "São Amores"                             | Pop do Ano            | Venceu    |
| 2024 | "Deixa Estar" (com Liniker)              | Pop do Ano            | Indicado  |
| 2024 | "Não Vou Te Deixar" (com Gaby Amarantos) | Brega do Ano          | Indicado  |
| 2024 | "Quem Manda Em Mim" (com Zaynara)        | Brega do Ano          | Indicado  |

## Prêmio F5
| Ano  | Indicação      | Categoria        | Resultado |
| ---- | -------------- | ---------------- | --------- |
| 2017 | "K.O."         | Música do Ano    | Indicado  |
| 2017 | Ele mesmo      | Revelação do Ano | Indicado  |
| 2017 | Ele mesmo      | Cantora do Ano   | Indicado  |
| 2018 | "Problema Seu" | Hit do Ano       | Venceu    |
| 2024 | "São Amores"   | Hit do Ano       | Venceu    |
| 2024 | "São Amores"   | Trend do Ano     | Venceu    |

## Prêmio Gshow
| Ano  | Indicação | Categoria   | Resultado |
| ---- | --------- | ----------- | --------- |
| 2017 | "K.O."    | Hino do Ano | Venceu    |

## Prêmio Contigo! Online
| Ano  | Indicação                             | Categoria         | Resultado |
| ---- | ------------------------------------- | ----------------- | --------- |
| 2017 | "Sua Cara" (com Major Lazer e Anitta) | Hit do Ano        | Venceu    |
| 2017 | "Sua Cara" (com Major Lazer e Anitta) | Clipe do Ano      | Indicado  |
| 2017 | "K.O."                                | Hit do Ano        | Indicado  |
| 2017 | "K.O."                                | Clipe do Ano      | Indicado  |
| 2017 | Ele mesmo                             | Revelação Musical | Venceu    |
| 2020 | "Amor de Que"                         | Música do Ano     | Venceu    |

## Prêmio LGBT + Som
| Ano  | Indicação                     | Categoria                                          | Resultado |
| ---- | ----------------------------- | -------------------------------------------------- | --------- |
| 2020 | "Amor de Que"                 | Melhor Canção Pop Nacional Solo                    | Venceu    |
| 2020 | "Garupa" (com Luísa Sonza)    | Melhor Canção Pop Nacional Featuring ou Grupo      | Venceu    |
| 2020 | "Flash Pose" (com Charli XCX) | Melhor Canção Pop Internacional Featuring ou Grupo | Venceu    |
| 2020 | "Flash Pose" (com Charli XCX) | Melhor Videoclipe Internacional                    | Venceu    |
| 2020 | "Buzina"                      | Melhor Videoclipe Nacional                         | Venceu    |

## Poc Awards
| Ano  | Indicação                          | Categoria                              | Resultado |
| ---- | ---------------------------------- | -------------------------------------- | --------- |
| 2019 | Performance Carnaval Salvador 2019 | O Auge, voto do público no Gay Blog Br | Venceu    |

## Prêmio Genius Brasil de Música
| Ano  | Indicação      | Categoria          | Resultado |
| ---- | -------------- | ------------------ | --------- |
| 2017 | Vai Passar Mal | Melhor Álbum Geral | Venceu    |

## Prêmio POP Mais
O Prêmio POP Mais (PPM) é uma premiação brasileira realizada anualmente pelo Site POP Mais. A seleção dos indicados baseia-se no desempenho comercial e repercussão de cada obra/artista apresentados durante o período apurado.
| Ano  | Indicação      | Categoria                    | Resultado |
| ---- | -------------- | ---------------------------- | --------- |
| 2018 | Ele mesmo      | Melhor Artista Brasileiro    | Venceu    |
| 2018 | "Problema Seu" | Melhor Videoclipe Brasileiro | Venceu    |
| 2018 | Não Para Não   | Álbum Brasileiro do Ano      | Venceu    |
| 2018 | Ele mesmo      | Ícone LGBTQ+ 2018            | Venceu    |
| 2019 | Garupa         | Melhor Videoclipe            | Venceu    |
| 2019 | VittarLovers   | Melhor Fã Base               | Venceu    |
| 2019 | Amor De Que    | Música do Ano                | Indicado  |
| 2019 | Flash Pose     | Melhor Colaboração           | Indicado  |

## Prêmio Extra de Televisão
O Prêmio Extra de Televisão é realizado desde 1998 pelo jornal Extra, premiando os melhores da televisão brasileira. Vittar venceu um prêmio.
| Ano  | Indicação | Categoria             | Resultado |
| ---- | --------- | --------------------- | --------- |
| 2018 | "K.O."    | Melhor Tema de Novela | Venceu    |

## Premios Juventud
Os Premios Juventud ou PJ (Prêmios Juventude) são atribuídos pelo canal de televisão estadunidense Univisión a celebridades falantes de castelhano na área do cinema, música, esporte, moda e cultura pop. Vittar foi indicado a um prêmio.
| Ano  | Indicação             | Categoria                 | Resultado |
| ---- | --------------------- | ------------------------- | --------- |
| 2019 | "Caliente" (com Lali) | Coreografias que me matam | Indicado  |
| 2020 | Ele mesmo             | De Pelos                  | Indicado  |

## RioGayLife - Orgulho
| Ano  | Indicação     | Categoria | Resultado |
| ---- | ------------- | --------- | --------- |
| 2020 | Pabllo Vittar | Música    | Venceu    |

## Séries em Cena Awards
| Ano  | Indicação | Categoria               | Resultado |
| ---- | --------- | ----------------------- | --------- |
| 2020 | Ele mesmo | Artista Nacional do Ano | Venceu    |

## Troféu APCA
A Associação Paulista de Críticos de Arte (APCA) premia com o Troféu APCA nas categorias: Arquitetura, Artes Visuais, Cinema, Dança, Literatura, Música Erudita, Moda, Música Popular, Rádio, Teatro, Teatro Infantil e Televisão. Vittar foi indicado cinco vezes e venceu dois prêmios.
| Ano  | Indicação     | Categoria           | Resultado |
| ---- | ------------- | ------------------- | --------- |
| 2017 | Ele mesmo     | Revelação do Ano    | Venceu    |
| 2017 | "K.O."        | Música do Ano       | Indicado  |
| 2018 | Não Para Não  | Disco do Ano        | Indicado  |
| 2018 | Ele mesmo     | Artista do Ano      | Indicado  |
| 2019 | "Amor de Que" | Música-Clipe do Ano | Venceu    |

## Troféu Vídeo Show
| Ano  | Indicação | Categoria                    | Resultado |
| ---- | --------- | ---------------------------- | --------- |
| 2017 | "K.O."    | Música mais chiclete de 2017 | Venceu    |

## Troféu Internet
O Troféu Internet é um prêmio anual que destaca os melhores da televisão e música brasileira. A premiação acontece durante o Troféu Imprensa, ambos realizados pela SBT. Vittar foi indicado três vezes.
| Ano  | Indicação | Categoria        | Resultado |
| ---- | --------- | ---------------- | --------- |
| 2018 | Ele mesmo | Revelação do Ano | Cancelado |
| 2018 | "K.O."    | Melhor Música    | Cancelado |
| 2019 | Ele mesmo | Melhor Cantor    | Indicado  |
| 2020 | Ele mesmo | Melhor Cantor    | Pendente  |

## NRJ Music
NRJ Music Awards (comumente abreviado como NMA) é uma premiação concedida pela estação de rádio francesa NRJ para homenagear os melhores da indústria musical francesa e mundial. A cerimônia de premiação, criada em 2000 pela NRJ em parceria com a rede de televisão TF1, acontece anualmente em meados de janeiro, em Cannes, na França.
| Ano  | Indicação | Categoria                   | Resultado |
| ---- | --------- | --------------------------- | --------- |
| 2024 | "Alibi"   | Social Hit                  | Indicado  |
| 2024 | "Alibi"   | International Collaboration | Indicado  |

## Prêmio Claro Música
O Claro Música, aplicativo de música, rádio e podcast, divulgou os finalistas ao Prêmio Claro Música. A premiação elege as melhores músicas e os melhores artistas do ano em 26 categorias que englobam diversos ritmos.
| Ano  | Indicação           | Categoria                  | Resultado |
| ---- | ------------------- | -------------------------- | --------- |
| 2024 | "São Amores"        | Melhor Música POP Nacional | Indicado  |
| 2024 | "Quem Manda Em Mim" | Melhor Música Regional     | Indicado  |